# Романовская шуба

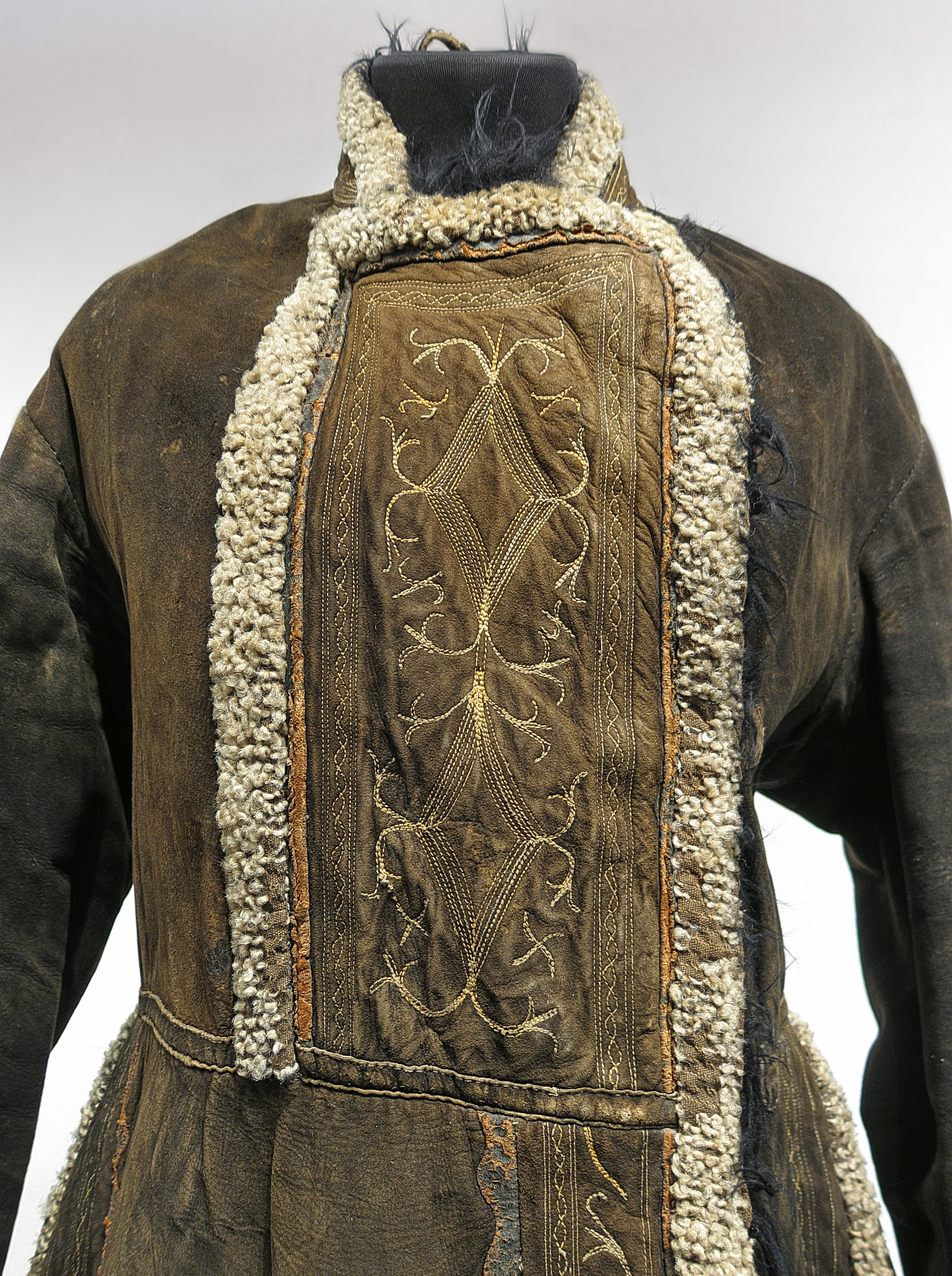
Романовская шуба

Романовская шуба — русская зимняя меховая одежда, нагольная шуба, мехом внутрь, из дублёных шкур романовской породы овец, обладающих очень густой и почти прямой шерстью, напоминающей уже выделанную цигейку. Коричневые или чёрные романовские шубы с характерным украшением в виде тиснения или вышивки шерстью зелёного или тёмно-красного цвета по бортам и обшлагам получили распространение в XIX веке.
Романовские шубы кроили по образцу поддёвки — с отрезной талией и на сборках, с воротником-стойкой или отложным, трёхчастной спинкой, как у гусарского доломана, и отороченными мехом прорезными карманами, он застёгивались на крючки. У романовских полушубков мехом оторачивали борты, подол и разрез сзади. Романовские шубы носили преимущественно жители провинциальных городов России, а столичные в них отправлялись на охоту. В Первую мировую войну романовские шубы и полушубки стали зимней одеждой офицеров, военных врачей и сестёр милосердия.